# Tapes 'n Tapes
Tapes 'n Tapes è una band indie rock di Minneapolis, Minnesota.

## Storia
Formati nell'inverno del 2003 presso il Carleton College, il gruppo ha pubblicato finora quattro album. Il primo in ordine d'uscita è Tapes 'n Tapes EP del 2004, seguito dalla prima release di intera durata The Loon, pubblicata sotto l'etichetta Ibid Records nel 2005. La band si iscrisse alla XL Recordings il 26 aprile 2006, la quale ripubblicò l'album The Loon, come secondo album della band. Il 25 ottobre 2007, la band annunciò il termine della registrazione del secondo album, intitolato Walk It Off, inciso dal produttore David Fridmann nel suo Tarbox Road Studio in Cassadaga, New York. L'album fu infine pubblicato l'8 aprile 2008.

## Discografia

### Album
- The Loon - (2005) Ibid Records (US) / (2006) XL Recordings (UK)
- Walk It Off - (2008) XL Recordings
- Outside - (2011) Ibid Records

### EP
- Tapes 'n Tapes - (2004) Ibid Records

### Singoli
- "Insistor" - (2005) - 7" Venduto solamente ai concerti, retro-copertina differente dalla successiva release.
- "Insistor" - (2006) XL Recordings (UK)
- "Cowbell" - (2006) XL Recordings (UK)
- "Hang Them All" - (2008) XL Recordings (UK)